# كنباث بوغوتي
كنباث بوغوتي (الاسم العلمي: Equisetum bogotense) هو نوع من النباتات يتبع جنس الكنباث من الفصيلة الكنباثية.